# Josephine (chanson)
Pour les articles homonymes, voir Joséphine.
Josephine est une chanson de Chris Rea, sortie en 1985 en single et sur l'album Shamrock Diaries.
Il s'agit d'un des plus grands succès de Chris Rea.

## Historique
La chanson est écrite pour sa première fille, Josephine. Chris Rea écrira également une chanson pour son autre fille, Julia, sur l'album Espresso Logic (1993).
Chris Rea a enregistré de nombreuses versions de cette chanson, comme une version plus disco intitulée Josephine (La version française) (1987).
Josephine a notamment été samplée en 1999 par le groupe de musique électronique français Superfunk pour leur chanson Lucky Star.
En 2020, une reprise de Josephine est née d'une collaboration entre les groupes Broken Summer et Mad3 For M3 avec la chanteuse canadienne Carly Rae-Jepsen.